# Lajos Lutz
Lajos Lutz (Budapest, 4 ottobre 1900 – 27 novembre 1964) è stato un calciatore e allenatore di calcio ungherese, di ruolo centrocampista.
Anche suo fratello maggiore József Lutz era un calciatore e fu pertanto noto anche come Lutz II

## Carriera
Mediano energico e combattivo, militò nell'Ujpest dal 1926 al 1929 ottenendo un secondo e due terzi posti in campionato. Giocò poi per 7 anni nel III. Keruleti, vincendo una Coppa d'Ungheria nel 1931, e per un'ultima stagione nel Budai 11.
Conta 4 presenze con la maglia della sua Nazionale.